# 垃圾新闻
垃圾新闻（英語：Junk food news/junk news/junk journalism）是一个讽刺性术语，指的是提供“耸人听闻的、个性化的和同质化的非必要的冷知识”的新闻报道，尤其是未经严格审编的调查报道。它暗示了对大众媒体传播新闻的批评，这些新闻虽然不实用，但“成本低廉，可做到利益最大化”。
涉及性、丑闻、演艺界、体育和政治的八卦新闻在整个人类历史中被呈现，并未大众所接受。学术界批评垃圾新闻的泛滥，但一些人类学家和历史学家认为垃圾新闻可能具有重要的社会功能。20世纪末，关于富人和名人私生活的八卦和情色资讯的报道的流行度显着上升，但互联网的诞生对新闻业和新闻制作带来了巨大影响。制作垃圾新闻的组织利用营销和心理策略来吸引读者的注意力，这些攻势导致垃圾新闻的受欢迎程度和影响力显着上升。研究表明，垃圾新闻的吸引力和影响力随着21世纪互联网和社交媒体使用量的增加而显着增长，这导致专业新闻日趋式微，垃圾新闻对政治和社会的负面影响也与日俱增。

## 意义
卡尔·詹森在1983年3月版的《閣樓》中首次使用“junk food news”一词。作为新聞查禁榜的负责人，他经常指责媒体忽视重大事件。詹森说，在他发表这个意见后，编辑们声称其他事件更重要，并诉诸人身以支撑他们的论点。
...新闻媒体的编辑和董事...认为真正的问题不是审查制度—而是关于信息的重要程度。编辑们经常指出，新闻传递的时间和空间是有限的—半小时的晚间电视新闻节目大约需要23分钟来向观众提供资讯—他们有责任确定哪些报道对公众来说最重要。批评者说我不是在探索媒体审查，而是我只是另一个批评编辑新闻判断的沮丧的学者。
为了公平地审理这一论点，詹森决定开展调查工作，以确定媒体认为哪些报道对民众更重要。但他发现，民众关心的不是硬新闻，而是他所认为的垃圾新闻。垃圾新闻主要分为如下分类：
- 名人八卦
- 绯闻
- 溜溜球新闻（每天变化的统计量，例如股市走势和票房总数）
- 演藝界新闻（如电影上映）
- 最新热门议题（短时尚）
- 周年报道（重大事件或名人去世的周年纪念日）
- 体育谣言
- 政治新闻（国会竞选承诺的双年度报道）

除了年度25大遭审查报道列表外，新聞查禁榜还发布了另一份由国家新闻监察员组织成员编制的年度十大垃圾新闻排行榜。

## 特征
垃圾新闻文章往往充斥着未注明来源和作者的内容甚至是早已被证明有误的论点。垃圾新闻文章通常会利用一系列“吸引注意力的技巧”和文体特征吸引读者，例如煽动性语言、“夸张、人身攻击、标题党、滥用大写字母、概括不当和逻辑谬误”。政治相关的垃圾新闻可能是阴谋论、“充斥高度偏见、意识形态差异或跨党派”，并且通常是“金钱驱动、质量粗劣、转发率高……通常作为诱饵在社交媒体上‘钓鱼’”。

## 历史

### 古代
“垃圾新闻”是在整个人类历史中都一直存在的“诽谤媒体”的现代术语。在整个古代世界，涂鸦和文字都包含关于著名人物、体育、政治、性和各种文化事件的八卦、传闻或快讯。就像当代垃圾新闻一样，内容热度只有一时，而且往往只有当时的读者可以完全理解文章。古代尚未出现一个严格的准确性和可靠性标准，这意味着尽管“在某种意义上（存在）基于真实事物、历史事件或数字的记载”，但这些来源通常被认为纯属虚构。
由于具有虚荣、诽谤或原始等负面含义，历史上的垃圾新闻较少受到重视，但一些学者认为它可能为当时的“社会、政治和家庭生活”提供有价值的见解。并且它作为一种非正式交流工具具有许多潜在的好处。包括但不限于宣泄，个人强化潜力，“创造和分享文化意义”，强化道德、凝聚力和社会控制，以及帮助下层阶级控制统治精英。精英竞争激烈；对道德行为的提及为合法性主张提供支持，而对道德败坏的检控可能是因为涉案人的行为已经严重违法。从古到今，性诽谤一直“与权力关系和知识生产联系在一起”，因为亲密和克制与良好行为和道德观念特别相关。在古罗马，政治家们明白谣言和八卦具有不可否认的社会力量的机制，可以影响公众舆论。同样在古雅典——一个以“耻辱文化”而闻名的社会，八卦是一种监督和规范许多行为的社会机制。

### 现代
虽然在整个人类历史中都存在短篇垃圾行为，但长篇垃圾新闻和衍生出来的“八卦专栏”相对较新。早在16世纪和17世纪的报纸上就可以看到八卦文，如 1777 年至 1783 年的《伦敦杂志》和1879年创立的美国杂志《城镇主题：社会新闻》。然而，直到18世纪印刷机和大规模印刷的普及，垃圾新闻才开始大规模地在欧洲社会传播。从18世纪中叶开始，以八卦专栏和期刊为特色的报纸如《The Connoisseur》和《Le Bon Ton》变得越来越普遍。印刷技术革新提高了出版效率和便利性，在摄政时代，诽谤法大大放松，导致印刷品数目呈爆炸式增长，媒体开始关注精英的私生活。“时尚人物生活”成为18世纪初“社会小说中非常受欢迎的话题”后，印刷术的发展使得报道社会事件、名人和八卦的报纸、小册子和杂志登上台面。在十九世纪，对上层阶级的观察和分析从未停歇，许多专门关注八卦新闻的出版物在全球范围内成立，例如英国报刊《The Sketch》（1893年创刊）和《每日邮报》（1896年创刊）。出版物将刊登皇室和上流社会人物在迷人活动中的照片，以及有关戏剧和艺术活动的其他新闻，但耸人听闻和性化标题或主题被视为“在竞争激烈的、以消费者为导向的市场中吸收更多的读者和利润”。
20世纪伴随着好莱坞的繁荣，八卦媒体和专栏的数量迎来的增长期；《百老汇简报》和《社会八卦》杂志成为美国最臭名昭著的期刊。纽约出现了各种“淫秽”出版物，例如《每日新闻》《每日镜报》和《图形》，这些出版物确立了使用丑闻图像来吸引读者的想法。这些出版物“最终激发了1950年代初主导美国报摊的出版物的灵感，这个时代可以被认为是八卦杂志的黄金时代”。到1950年代中旬，利用性和名人来吸引读者的杂志的销量往往超过了正宗的新闻报刊，特别是因为它们还以改变美国和全球的方式将其影响扩展到了政客的私生活文化。
尽管许多传统媒体和新闻团体在他们对“公共服务”广播的承诺和它所支持的行为准则中明确抵制“轰动效应”，但市场变化助推八卦杂志的发展。名人八卦专栏和垃圾新闻杂志的持续流行定义了1980年代和1990年代，这得益于新一波市场驱动的媒体革命，提高了媒体行业对国际公共广播机构和私营媒体的竞争力。一些人认为这是有益的开放和新闻网“民主化”，允许更多小规模、非国有组织或以前被取缔的团体分发信息。一些人还认为它积极推动了行业竞争，八卦媒体倒逼传统媒体自我革新，因为人们认为只有质量上乘的来源才能占上风。 其他人批评新的市场动机和竞争压力恶化导致“报道和编辑质量下滑”以及“美式”引人注目的速报而非出于“公共服务”目的产生的专业新闻的复兴。由于媒体组织具有重要的政治和文化力量，许多学者认为这种发展最终贻害无穷；除了仍然对数字技术和“非国有”媒体产生重大影响的政治行为者之外，商业驱动导致大量垃圾新闻被认为正在创造足以使读者“沉迷”的信息娱乐内容，而不是新闻。
互联网的发展导致许多报纸和杂志停刊，许多与社会和八卦相关的出版物随之兴起。然而，在21世纪，像TMZ这样的垃圾新闻风格媒体大量涌现，它们将垃圾新闻迁入互联网，在那里，像佩雷斯·希爾頓文风的博客大受欢迎。

## 垃圾新闻和互联网
数字技术使生产和共享信息的成本下降，不少专业新闻媒体衰落，为垃圾新闻留下了“真空”。在美国等地，平面媒体职员人数在2008年至2020年间下降了57%，而网络新闻媒体在同一时期增长了144%。2022年的数据显示，全球近三分之二的人口使用互联网，逾五成的世界人口平均社交媒体使用时间达两个半小时。社交媒体已在全球不同程度上成为越来越受欢迎的主要政治新闻来源；2021年的统计数据显示，肯尼亚、南美洲和马来西亚“逾七成”的成年人以及逾五成的美国公民使用社交媒体获取新闻。研究表明，“社交媒体的用户偏爱耸人听闻的内容，而不考虑内容是否经过查证或是否来自可靠来源”，因此，社交媒体仍然是垃圾新闻网站流量和参与度的关键驱动因素之一。2019冠状病毒病疫情推高了互联网和社交媒体的使用率，但也“在关于争议话题（如封锁和强制接种疫苗，亦或清零或共存之争）的沟通中产生了更大冲突”，垃圾新闻使这些问题恶化。这引起了学者们的关注，他们观察到每逢重大事件（尤其是政治事件），社交媒体上的垃圾新闻和虚假信息显着增加，这反过来又创造了更大的竞争和挤压高质量新闻的发展空间。关于垃圾新闻网站是试图影响政治还是仅仅为了盈利，一直存在广泛的争论，但调查表明，政治人物、政府以及民间团体正在利用算法和机器人来“快速编撰消息” 这本质上是一种‘计算宣传’形式，并以此传播重大政治事件相关的虚假信息。对2016年美国总统大选的研究发现，垃圾新闻使用“意识形态极端主义”和说服性语言导致读者“基于情感诉求尊重或憎恨特定候选人或特定政策支持者”得到“具误导性、欺骗性的内容或错误信息”，并且通常比专业新闻文章更普遍和受欢迎。
垃圾新闻网站倾向于利用社交媒体和搜索引擎优化策略，增加内容被公众发现的可能，使受欢迎度超越专业新闻媒体。研究发现，垃圾新闻和虚假信息来源使用的策略会导致“非常高的关键搜索引擎优化因素”并导致“他们的文章被主流网站置顶”。垃圾新闻网站在搜索引擎和社交媒体上采用了“稍微优化”的营销策略，而这些策略并没有对此进行监管，与专业新闻来源相比，这些策略帮助他们获得了更大的“知名度”。进一步的研究发现，“与专业新闻相比，垃圾新闻的用户参与度更高”，而且这种趋势随着时间的推移而日趋恶化。人们越来越担心垃圾新闻对政治事件和民主的潜在影响，但许多学者认为垃圾新闻是次要问题，而“对主流媒体的日益分化和不信任”才是首要问题。

## 心理作用
随着社交媒体和互联网的普及，人民已经难以将注意力放在长篇文章上。热度大的短篇垃圾新闻“令人垂涎三尺”。垃圾新闻参与策略的有效性涉及“与社交媒体的注意力经济及其信息流通机制相关的情感、技术和文化策略”。垃圾新闻通过以“令人愉悦或厌恶”的方式讨论同时发生的社会、政治或文化事件来瞄准情感和注意力，从而引发“认同”或“反对”的情感反应，这通常会通过评论、喜欢或分享文章而导致进一步的参与。像古代的涂鸦一样，垃圾新闻“记录社会记忆”，是“群体协商自己的地位和身份”的一种方式。研究发现，对垃圾新闻文章分享类似的情感反应可以产生一种內團體與外團體的亲和力，从而使读者产生团结感、认同感和归属感。然而，学者们也批评这种现象导致“垃圾新闻泡沫”产生，这是一种有问题的趋势，即“公众的很大一部分注意力被难以为继的项目所吸引”，这“分散了公众辩论的注意力”而不是促进它的泛滥。它还产生了与同质偏好和隔离模型相关的有问题的“回声室”类型效应，人们只能听到自己的观点被无限放大，而没有异议出现，导致对重大议题的公开讨论日益肤浅。